# Хертек, Аганак Щорсович
Аганак Щорсович Хертек (род. 1977) — религиозный деятель России, первый выборный Верховный лама Тывы (1997—2000).

## Биография
Родился в 1977 году в селе Тээли Бай-Тайгинского района Тувинской АССР. Мать его работала в строительной организации, отец работал слесарем. В семье из 6-х детей Аганак был вторым.
После окончания средней школы поступил хуураком в Тубтен Чойхорлингского хурээ. Религиозное образование полностью получил в Тыве.
21 октября 1997 года в хурээ Тубтен Чойхорлинг был избран первым Камбы-ламой Тывы.
Служил на этом посту до 29 сентября 2000 года.

## Награды
- Памятная юбилейная медаль «В ознаменование 100-летия единения России и Тувы и 100-летия основания г. Кызыла»[2]
- Почётная грамота Главы-Председателя Правительства Республики Тыва (2012)[3]